# Бад Карлсхафен
Бад Карлсхафен (њем. Bad Karlshafen) град је у њемачкој савезној држави Хесен. Једно је од 29 општинских средишта округа Касел. Према процјени из 2010. у граду је живјело 3.926 становника. Посједује регионалну шифру (AGS) 6633002.

## Географски и демографски подаци
Бад Карлсхафен се налази у савезној држави Хесен у округу Касел. Град се налази на надморској висини од 99 метара. Површина општине износи 14,8 km². У самом граду је, према процјени из 2010. године, живјело 3.926 становника. Просјечна густина становништва износи 264 становника/km².

## Међународна сарадња
| Мјесто        | Држава    | Врста сарадње | Од    |
| ------------- | --------- | ------------- | ----- |
| С-Гравензанде | Холандија | контакт       | 1961. |
| Извор         |           |               |       |